# Jean-Pierre Willmar
Le baron Jean-Pierre Willmar également appelé Pierre Willmar (né à Luxembourg, 29 novembre 1790 et décédé à La Haye, 28 janvier 1858) est un ingénieur, militaire, industriel, homme politique belge et diplomate d'origine luxembourgeoise, de tendance libérale.

## Biographie
Jean-Pierre Christine Willmar, né à Luxembourg le 29 novembre 1790, est le fils de Jean-Georges Willmar (1763-1831), gouverneur du grand-duché de Luxembourg sous Guillaume Ier et de Marie Catherine Graas. Il a pour frères Jean-Jacques, futur président du conseil luxembourgeois, Étienne et Léonard. Il se marie à deux reprises : à Maastricht avec Marie Françoise Visschers de Liège puis à Bruxelles avec la baronne Christine Anaïs Avack de Avergne le 27 octobre 1840.
Sous le Premier empire français, Jean-Pierre Willmar fait des études d'ingénieur des ponts et chaussées à l'école impériale polytechnique de Paris dont il sort diplômé ingénieur en 1809. Mettant ses compétences au service de l'armée napoléonienne, il est nommé sous-lieutenant en 1811 et capitaine lors de la campagne d'Allemagne en 1813. II est fait prisonnier à la suite de la bataille de Leipzig. Libéré, il participe à la campagne de Belgique en 1815.
Il rentre en Belgique après la chute de Napoléon Ier et entre dans le corps des ponts et chaussées. Sous le régime hollandais, il est ingénieur chargé du nivellement de la Meuse de 1819 à 1820, à Liège en 1823 et ingénieur en chef de 1827 à 1830. Peu avant la révolution belge en en juillet 1829, il crée la société des Hauts Fourneaux, Usines et Charbonnages de Châtelineau avec Léon Willmar, John Cockerill, Gustave Pastor et Jean-Baptiste Gendebien. 
Il participe avec ses frères Étienne et Léonard à la révolution belge en 1830, alors que son père et son frère Jean-Jacques se rallient à l'orangisme. En octobre 1830, il intègre l'armée belge et est promu lieutenant-colonel du corps du génie par le gouvernement provisoire. En 1833, il est nommé directeur de fortifications. Il sera élevé au grade de lieutenant-général en juillet 1847.
En 1836, Jean-Pierre Willmar est élu député libéral de l'arrondissement de Bruxelles à la Chambre des représentants et réélu en 1838. Il est ministre de la Guerre du 19 août 1836 au 18 avril 1840 et ministre des Finances ad interim du 18 février au 6 avril 1839. Quand il est question le traité des XXIV articles, Jean-Pierre Willmar est un des rares ministres, avec Jean-Baptiste Nothomb et Barthélémy de Theux, à ne pas démissionner. Il défend ainsi la ratification du traité devant les Chambres, bien qu'étant originaire d'un territoire que la Belgique devrait rendre à Guillaume Ier.
En avril 1840, il est nommé aide de camp du roi Léopold Ier. En juin 1840, il est promu envoyé extraordinaire et ministre plénipotentiaire à Berlin auprès de plusieurs autres souverains d'Allemagne puis, de 1845 à son décès, près le roi des Pays-Bas à La Haye.

## Hommages et distinctions
Il reçoit le 15 juin 1846 concession de noblesse et le titre de baron transmissible par ordre de primogéniture.
Il a reçu de nombreuses distinctions belges et étrangères :
- Grand officier de l'ordre de Léopold (Belgique).
- Grand-croix de l'ordre de la Couronne de chêne (Grand-Duché de Luxembourg).
- Commandeur de la Légion d'honneur (France).
- Commandeur de l'ordre de la Maison ernestine de Saxe.